# NGC 2030
NGC 2030 é um aglomerado aberto com nebulosa na direção da constelação de Dorado. O objeto foi descoberto pelo astrônomo John Herschel em 1826, usando um telescópio refletor com abertura de 9 polegadas. 